# 하츠네 미쿠
하츠네 미쿠(일본어: 初音ミク, 영어: Hatsune Miku)는 크립톤 퓨처 미디어가 2007년 8월 31일 발매한 야마하의 보컬 음성 합성 보컬로이드 소프트웨어이자 이미지 캐릭터이며 캐릭터 보컬 시리즈의 제1탄 캐릭터이다.

## 개요
VOCALOID2 캐릭터 보컬 시리즈의 제1탄으로 야마하의 음성 합성 엔진 VOCALOID2를 채용하여 제작되었다. 데이터베이스는 성우 후지타 사키의 목소리를 채용하였다. 처음부터 캐릭터 일러스트를 케이스에 삽입하는 등 일반적인 “음악 소프트웨어”의 마케팅 방식을 벗어나, 이를 이용하여 만든 동영상이 니코니코 동화와 유튜브를 통해 일본 및 여러 나라의 누리꾼들의 폭발적인 인기를 얻으면서 음악 소프트웨어로서는 이례적으로 높은 판매량을 보이고 있다.
미쿠는 음악 소프트웨어 뿐만 아닌, 캐릭터성으로도 인기가 많아서 게임의 캐릭터나 피규어, 기타 상품 등으로도 상업 전개로도 이루어진다.
미쿠는 “미래적인 아이돌”을 컨셉으로 한 캐릭터이며, 이름의 의미는 미래에서 첫 소리가 온다는 의미로 “처음 소리(일본어: 初めての音 하지메테노 오토[*])”에서 하츠네가, “미래(未来が来る 미라이가 쿠루[*])”에서 “미쿠(ミク 미쿠[*])”가 유래되었다.

## 난 널 좋아해

### 게임

#### 주연 소프트
하츠네 미쿠 -Project DIVA- (세가)
2008년 일본에서 굿 디자인 제품상, 성운상 자유 부문을 수상했으며, 세가에서 하츠네 미쿠를 주인공으로 플레이스테이션 포터블 전용으로 《하츠네 미쿠 -Project DIVA-》라는 제목으로 게임이 제작되어 2009년 7월 2일 가격 6,080엔으로 발매되었다. 한국에서는 2009년 6월 5일 소니 컴퓨터 엔터테인먼트 코리아에서 《모두의 DIVA “하츠네 미쿠 -Project DIVA-”》라는 이름으로 심의 등급을 받아 통과하였고, 2009년 7월 2일 PSP 플랫폼으로 정식 발매되었다. PSP전용 소프트《하츠네 미쿠 -Project DIVA-》는 추가요소 DLC가 개발되어 제1탄 미쿠 노래, 한 그릇 더와 제2탄 또 한 그릇 더, 린 렌 루카로 발매되었으나 한국 PSN에 등록되지 못하였고 이후 계속 정발되지 못하다가 《하츠네 미쿠 Project DIVA mega 39's》가 한글화 정발되었다.
본 시리즈의 아케이드 판인《하츠네 미쿠 -Project DIVA- Arcade Future Tone》는 Revision B 버전으로 가동되고 있으며 일본을 포함하여 한국, 대만과 홍콩, 싱가포르 등에서 서비스 중이다.
세가는 이어서 PSP 전용 소프트로《하츠네 미쿠 -Project DIVA- 2nd》와와 《하츠네 미쿠 -Project DIVA- Extend》까지 발매 하였고 이들을 연결해 플레이할 수 있는 PS3 전용 소프트웨어인 《하츠네 미쿠 -Project DIVA- Dreamy Theater 2nd》, 《하츠네 미쿠 -Project DIVA- Dreamy Theater Extend》를 발매하였다. 이후 PS VITA 와 PS3로 《하츠네 미쿠 -Project DIVA- f》, 《하츠네 미쿠 -Project DIVA- F 2nd》를 PS VITA 와 PS4로 《하츠네 미쿠 -Project DIVA- X》를 발매하였고 PS4로 《하츠네 미쿠 Project DIVA Futer Tone》을, 닌텐도 스위치용으로 《하츠네 미쿠 Project DIVA mega 39's》를 발매하였다.
하츠네 미쿠 보카로×라이브! (크립톤)
프로듀서로 하츠네 미쿠를 비롯한 VOCALOID의 캐릭터를 육성하는 휴대전화의 육성형 시뮬레이션 게임. Mobage에서 2010년 5월 20일부터, GREE에서 같은 해 8월 10일부터 볼 수있다.
하츠네 미쿠 그래피 컬렉션 (크립톤)
VOCALOID 캐릭터들을 소재로 한 휴대전화용 카드 육성형 시뮬레이션 게임. Mobage에서 2012년 2월 20일부터 볼 수 있다. mixi에서 2013년 3월 11일부터 볼 수 있다.
하츠네 미쿠 and Future Stars Project mirai (세가)
2012년 3월 8일 3DS 전용 소프트 《하츠네 미쿠 and Future Stars Project mirai》가 발매되었으며, 2013년 11월 28일에《하츠네 미쿠 Project mirai 2》가 발매, 2015년 5월 28일 《하츠네 미쿠 Project mirai 디럭스》가 한국과 일본에 동시 발매되었다. 북미판은 2015년 9월 9일, 유럽판은 2015년 9월 11일에 발매되었다.
미쿠 후릿쿠 (세가)
iOS 용 앱. 하츠네 미쿠의 PV에 맞게 제스처 입력으로 가사를 입력하는 리듬 게임. 2012년 3월 9일에 《미쿠 후릿쿠》가 발매, 2012년 8월 10일에는 《미쿠 후릿쿠 / 02》가 발매되었다.
하츠네 미쿠 라이브 스테이지 프로듀서 (세가)
하츠네 미쿠 라이브 하우스의 프로듀서로 하츠네 미쿠를 육성하는 스마트폰용 시뮬레이션 게임. 2012년 11월 22일에 안드로이드 판이, 2012년 12월 6일에는 iOS 판이 배포되었다.

#### 기타 소프트
13세의 헬로 워크 DS (디지털 웍스 엔터테인먼트)
하츠네 미쿠 소비자 소프트 첫 출연이되는 2008년 5월 29일에 발매된 닌텐도 DS용 게임 소프트. 뮤지션으로 등장하고 주인공 카토 미쿠(加藤ミク, 하츠네 미쿠랑 동명이지만 관련되지 않음)의 직업 체험을 안내한다.
버추어 파이터 5R (세가)
2008년 7월부터 가동 된 아케이드 용 격투 게임. 캐릭터에 장착 할 수 있는 사용자 정의 아이템의 하나로 하츠네 미쿠, 카가미네 린·렌의 봉제인형(넨드로이드와 동일 디자인)이 추가되었다. 아이템을 장착 한 캐릭터가 상대에게 이기거나 패배하거나 하면 상황에 맞는 음성이 흐른다.
판타지 스타 ZERO (세가)
2008년 12월 발매의 닌텐도 DS 용 게임 소프트. 특전 아이템에 “Project DIVA”의 콜라보로 “믹쿠 미쿠의 대파”가 등장한다.
코로가시 퍼즐 괴혼 (반다이 남코 게임스)
2009년 3월 25일 배포 시작. 닌텐도 DSi 웨어 코로가시 퍼즐 괴혼 테마곡 (스테키송, ステキソング)으로, 하츠네 미쿠에 의한 악곡 〈사랑의 카타마리〉를 사용한다.
판타지 스타 포터블 2, 판타지 스타 포터블 2 인피니티 (세가)
2009년 12월 3일 발매된 플레이스테이션 포터블 용 게임 소프트. 특전 아이템에 하츠네 미쿠의 의상이 등장한다.
테일즈 오브 그레이 세스, 같은 에프 (반다이 남코 게임스)
2009년 12월 10일 발매의 닌텐도 Wii (무인), SCE 플레이스테이션 3 (에프) 용 RPG 게임 소프트. 히로인 캐릭터의 소피의 다운로드 컨텐츠로, 하츠네 미쿠의 의상이 400Wii 포인트로 전달된다.
러키☆스타 넷 아이돌 마이스터 (카도카와 서점)
2009년 12월 23일 발매. 하츠네 미쿠가 등장하는 장면 이외에도 뒤에 나오는 OVA에 등장한 하츠네 미쿠의 의상을 입은 히이라기 카가미가 나오는 장면이 있다. 또한 첫회 한정판 특전 중 하나〈“이즈미 코나타×하츠네 미쿠” 넷 아이돌　콜라보 T셔츠〉가 포함되어 있다.
태고의 달인 포~타블 DX (반다이 남코 게임스)
2011년 7월 14일 발매. 세가와 합작으로서《하츠네 미쿠-Project DIVA-2nd》에 수록되어 있는《하츠네 미쿠의 격창》을 수록. 배경에 하츠네 미쿠가 등장하는 것 외에 와다 돈·와다카츠(和田どん・和田かつ)의 하츠네 미쿠 의상도 수록되어 있다..
THE IDOLM@STER 2 (반다이 남코 게임스)
발매와 동시에 2011년 10월 27일 배포된 DLC “미쿠 오리지널”로, 아이돌 마스터의 캐릭터가 입을 수 있는 하츠네 미쿠의 의상과 무대 장면에서 노래하고 춤추는 하츠네 미쿠 본인을 등장시킬 수 있다. 미쿠의 레퍼터리는〈월드 이즈 마인〉으로, 다른 캐릭터는 사용할 수 없다. 협력으로서 세가와 《하츠네 미쿠-Project DIVA-》가 신용된다.
2012년 2월 1일에는 DLC “미쿠 어펜드”가 배포되어 “미쿠 오리지널”과 같이 아이돌 마스터의 캐릭터와 하츠네 미쿠가 입을 수 있는 의상과〈멜트〉를 노래하고 춤추는 무대 장면의 열람이 가능하다..
세븐스 드래곤 2020 (세가)
2011년 11월 23일 발매. 미와 시로우가 디자인 한 《하츠네 미쿠 2020》가 수수께끼의 가희로서 게임 중에 등장한다. 주제가〈SeventH-HeaveN〉을 하츠네 미쿠 2020이 노래하는 외에도 게임 중의 BGM의 하츠네 미쿠 2020 노래 버전도 준비되어 있다.
용과 같이 5꿈, 실현한 자(龍が如く5 夢、叶えし者) (세가)
2012년 12월 6일 발매. 츠키미노(月見野)에서 《Project mirai》의 하츠네 미쿠의 눈 조각(설상)이 등장. 또한 게임 센터에서 UFO 캐쳐로 하츠네 미쿠의 피규어를 받을 수 있거나 사와무라 하루카가 하츠네 미쿠의 코스프레를 하고 댄스 배틀을 걸어 온다.

#### 온라인 게임·각종 게임 서비스와의 콜라보레이션 등
마이니치 잇쇼/주간 토로·스테이션 (소니 컴퓨터 엔터테인먼트)
플레이스테이션 3 소프트《마이니치 잇쇼》에서 방송된 정보 프로그램 토로·스테이션 제373회 (2007년 11월 16일)에 디폴메 캐릭터의 “하츄네 미쿠”가 게스트로 출연해 노래도 선보였다. 또한 이 등장으로부터 정확히 1년 후《마이니치 잇쇼 2주년 기획 토로스테 24시간 마라톤》 제15구(2008년 11월 16일 배포)에 카가미네 린·렌과 함께 게스트로 출연했다. 이 시간은 보통 큰 모습으로 출연했지만, “하츄네 미쿠”의 모습도 등장하고 있다.
낚시 파라다이스! (SE 모바일 앤드 온라인)
온라인 게임. 2007년 12월 21일부터 2008년 1월 25일까지, 《낚시 파라다이스 feat 하츠네 미쿠 캠페인》이라고 이름을 붙여 게임 중에 하츠네 미쿠가 노래하는 주제가를 흘리거나 게임 중 사용할 수 있는 하츠네 미쿠 의상, 대파 낚싯대 등의 배포가 이루어졌다.
게무토모 (Razest)
2008년 3월에 기간 한정으로 하츠네 미쿠의 아바타 배포 크립톤 운영하는 휴대폰 사이트《마제테요★생 보이스》에 하츠네 미쿠를 소재로 한 모바일 게임을 제공했다. 2009년 4월에는 기간 한정으로 하츠네 미쿠와 메구리네 루카가 등장하는 모바일 게임의 제공이 이루어지고 있다.
팡야 (GMO 게임 포트)
2008년 5월에 기간 한정 아이템으로서 하츠네 미쿠의 의상이 판매되고, 가챳토폰타 (유료 추첨) 레어 경품으로 대파 클럽 세트가 구현 되었다. 2009년 6월에도 같은 의상이 재발매되었다. 또한 같은 해 7월에는 같은 게임의 대한민국 버전에서도 하츠네 미쿠의 의상이 판매되었다. 2011년 11월에는 어펜드 의상과 유키 미쿠의 의상이 판매되고 Web 가챠의 레어 경품으로 냉동 대파 클럽 세트가 구현되었다. 2014년에는 역대 유키 미쿠가 구현될 예정으로, 먼저 유키 미쿠 2014가 루치아 용으로 구현되었다. 나머지 유키 미쿠 2013·유키 미쿠 2012도 구현될 예정이다.
라테일 (게임 포트)
2009년 11월에 기간 한정 아이템으로서 하츠네 미쿠의 의상이 판매되고 넨도로이드 푸치의 하츠네 미쿠, 카가미네 린·렌, 메구리네 루카가 구현 되었다. 2011년 3월에도 의상은 판매되었다.
2014년에는 역대 유키 미쿠가 구현 예정이다.
뮤직 땅땅! (타이토)
2010년 4월 26일 가동된 버전 업판《뮤직 땅땅! 곡이 가득☆초 증가 버전!》에서 하츠네 미쿠가 게스트 캐릭터로 등장 해 사용자에서 모집 한 악곡과 로딩 화면에 일러스트가 수록된다. 또한 후속편인《뮤직 땅땅! 2》에서도 하츠네 미쿠가 등장하고 있다.
R-TUNED：Ultimate Street Racing (세가)
게임을 진행하면 하츠네 미쿠의 캐릭터 바이널이 등장한다. 하츠네 미쿠가 그려져있는 차는 마쓰다 RX-7 (FD3S) 도요타 셀리카, 혼다 S2000, 스바루 임프레자, 미쓰비시 이클립스.
TinierMe, 앳 게임 (지 크레스트)
세르피(움직이는 아바타)의 아이템이 등장하는 다른 스페셜 스테이지에서 음악을 배포하는 라이브 이벤트를 개최. 영어 버전 TinierMe에서 2010년 7월 20일부터, 일본어 버전 앳 게임에서는 8월 3일부터 시작. 또한 KarenT의 재킷을 모으는 이벤트가 개최되었다.
제2탄 이후에는-Music Festa-라는 제목으로 PV에 등장하는 의상이 판매되었다.
* 제2탄-Music Festa - 〈1925〉(토미 (T-POCKET)/일러스트 : 치호), 〈월드 이즈 마인〉(supercell)
* 제3탄-Music Festa 2 - 〈사이하테〉(코바야시 오닉스), 〈꿈꾸는 작은 새〉(はやや), 〈칸타렐라〉(WhiteFlame 쿠로우사)
* 제4탄-Music Festa 3 - 〈망각 앨리스〉(PolyphonicBranch/BUZZ)〈VOiCE〉라브리P/동영상:ニョホホ)
* 제5탄-Music Festa 4 - 〈천본앵〉(쿠로우사/일러스트:一斗まる/동영상 : 三重の人), 글로리 어스·월드　(나비P), 어펜드 의상, 유키 미쿠 2011년 판과 2012년 판이 준비되어 있다.
* 제6탄-Music Festa 5 - 〈꼭두각시 광대〉(40mP), 〈연애 필로 소피아〉쿠로우사 P/일러스트 : 一斗まる/동영상 : 三重の人),〈고양이〉(doriko/일러스트 : nezuki)
* 제7탄-Music Festa 6 - 〈유키 미쿠 2013〉(虹汰), 〈로미오와 신데렐라〉(doriko/일러스트 : nezuki), Bad∞End∞Night (물방울×야마△)

ai sp@ce (도완고 ドワンゴ)
Megpoid와 함께 2010년 9월 7일 보다 아이템을 모으기 위한 하츠네 미쿠의 코스프레 의상과 교환이 가능한 캠페인이 개최되었다.
전뇌전기 바챠론 시리즈 (세가)
《월간 뉴 타입》2011년 2월호의 지상에서 이 작품에 등장하는 페이-옌을 하츠네 미쿠 풍으로 어레인지 한 일러스트〈페-옌 HD〉가 등장. 《하츠네 미쿠-Project DIVA-extend》에서는 콜라보 모듈 중 하나인〈페이-옌 스타일〉로 페이-옌 풍의 의상을 하츠네 미쿠가 입게된다. 페이 옌 HD는 2013년 3월 14일 발매 게임《슈퍼 로봇 대전 UX》에도 등장하고 있다.
Ameba Pico Virtual World(사이버 에이전트)
2011년 11월 25일부터 2012년 1월 26일까지 공동 개최되었다. 보컬로이드 캐릭터에 착용할 수 있는 가상의 아이템을 입수 할 수 있는〈하츠네 미쿠 가챠〉설정 단계로 캐릭터가 나타나는 이벤트가 진행되는 외에도 포인트 교환 아이템 “하츠네 미쿠 부채”등도 배포.
마비노기 (넥슨)
2013년 12월 넥슨은 일본 크립톤 퓨처 미디어와 제휴를 맺고 자사의 인기 MMORPG “마비노기”에 캐릭터 보컬 시리즈 “하츠네 미쿠” 프로모션을 진행한다. 하츠네 미쿠를 비롯해 KAITO와 카가미네 린·렌도 등장한다.
판타지 스타 온라인 2 (세가)
2012년 7월 4일 PC 버전, 2013년 2월 28일 발매된 PS Vita 버전. 콜라보 아이템으로서 하츠네 미쿠의 머리 모양과 의상, “미쿠다요 찻잔”이 등장.
몬스터 헌터 프론티어 G (캡콤)
2013년 4월 17일 출시. 키보드를 본뜬 수렵 피리와 메가폰을 본뜬 망치와 하츠네 미쿠의 의상 방어구 세트. 또한 남성 헌터용 방어구도 준비되어 있지만, 여성용과 거의 동일한 디자인(트윈 테일의 헤어 스타일과 민소매상의 미니 스커트)이다.
카리토모(狩りとも) (게임 포트)
콜라보레이션 이벤트가 개최되어 2013년 6월 27일에 캐릭터 보컬 시리즈의 유닛을 GET 할 수 가체가 등장하고 7월 31일까지 사용되었다.
삼국지 퍼즐 대전 (Cygames)
네이티브 애플리케이션《삼국지 퍼즐 대전》에서 2013년 12월 16일 ~ 29일에 걸쳐 콜라보레이션 실시. 게임 진행 중에《삼국지 퍼즐 대전》캐릭터 의상을 입은 “카가미네 린”, “카가미네 렌”, “메구리네 루카”, 그리고 마지막으로 “하츠네 미쿠”가 나타난다. “하츠네 미쿠”는 삼국지의 세계에 내려온 우아한 선녀라는 설정이 있다.
Paperman (GMO 게임 포트)
2014년 1월부터 시작되고 하츠네 미쿠, 카가미네 린·렌, 메구리네 루카, KAITO V3, MEIKO V3, 유키 미쿠 2014의 각 의상과 무기가 구현되었다.
신게키의 바하무토 (神撃のバハムート) (GREE)
2014년 1월부터 콜라보 캠페인이 시작되고 하츠네 미쿠의 카드가 배포되었다. 카드는 오리지널 악곡을 감상할 수 있다.

### 도서

#### 만화
메이커 비공식 하츠네 믹스(작: KEI, 출판: 자이브)
《월간 코믹 러쉬》2008년 1월호부터 연재가 시작되어 2010년 12월호에 연재 종료. 작화는 하츠네 미쿠의 캐릭터 디자인을 한 KEI 자신이 다루지만 캐릭터의 이미지를 고정하지 않도록 비공식적으로 취급되고 있다. 따라서 매번 다르게 구성 옴니버스 형식의 단발 스토리가 있는 것이 특징. 2010년 11월까지 총 3권이 발행되었다.
하츄네 미쿠의 일상 로이빠라!(작: 온타마, 출판: 카도카와 서점)
《월간 콤프 에이스》2008년 2월호부터 연재 중의 디폴메 캐릭터의 하츄네 미쿠를 주인공으로 한 4컷 만화 . 저자 “온타마(おんたま)”는 Otomania (원안) 및 Tamago (작화)에 의한 유닛이다.
하츠네 미쿠 앤솔로지 코믹 (자이브)
많은 작가에 의한 앤솔로지 코믹. 2권까지 발매되고 있으며, 피아프로와의 연동 기획으로 일반 공모의 일러스트 등도 사용되고 있다.
미쿠욘(みくよん)(작: 나기미소, 출판: 이스트·프레스)
2008년 10월 30일 발매. 하츠네 미쿠를 모티브로 한 인공 소녀 미쿠를 주인공으로하는 연작의 4컷 만화.
주간 처음 하츠네 미쿠 (작: 하야시 켄타로, 출판: 슈우에 이샤)
《주간 영 점프》2010년 40호부터 연재가 시작되어 2013년 34월호에 연재 종료 개그 4컷 만화. 단행본은 전 3권. 이 만화에 등장하는 하츠네 미쿠의 눈은 눈동자가 없는 땜납 상태로 되어있다. 잡지 홈페이지에 저자 블로그《노려라 일간 첫 하츠네 미쿠》도 있다.
꼬마 미쿠씨(작: 미나미, 출판: 마이크로 매거진 사)
하츠네 미쿠을 데포 “꼬마 미쿠”를 주인공으로 하는 4컷 만화. 연재는 WEB상에서 행해져 2011년 9월 코믹 제 1권이 발매되었다.
칸타렐라 ~벽의 독약~(원작: 쿠로우사P, 출판: 후지미 서점)
쿠로우사P가 하츠네 미쿠와 KAITO를 사용하여 발표 한 곡〈칸타렐라〉를 만화화. 2012년 4월부터 “에이지 프리미엄”에 연재되었다. 하츠네 미쿠를 모델로 한 캐릭터 “루크레치아”가 등장한다.
미래 납품 작은 아시모프와 녹색 분실물(만화: 미야마 후긴, 각본: 오시오 테츠후미, 출판: KADOKAWA / 카도카와 서점)
“하츠네 미쿠”를 모티브로 한 SF로드 무비. 2013년 9월호에서 “콤프틱”에 연재되었다.

#### 소설
〈악의 딸〉노벨 시리즈 (작: 악의P (mothy), 출판: PHP 연구소)
악의P(mothy)가 카가미네 린·렌을 이용하여 발표 한 곡〈악의 딸〉을 시작으로 하는 악곡의 소설화. 2010년 8월부터 2012년 3월까지 총 4권이 출간되었다. 하츠네 미쿠를 모델로 한 캐릭터 “미카엘라”가 등장한다.
악의 대죄 잠재우는 공주로 부터의 선물
악의p가 발표한 곡 잠재우는 공주로부터의 선물을 소설화 한 책. 하츠네 미쿠를 모델로 한 마르가리타 블랑켄하임과 이브 문릿이 등장한다.
벚꽃의 비 (원작·원안: halyosy, 저자: 후지타 료, 스튜디오 하드 디럭스 (1권), 아마미야 히토미 (2권·스핀오프), 출판: PHP 연구소)
halyosy가 하츠네 미쿠를 이용해 발표 한 곡〈벚꽃의 비〉의 소설화. 하츠네 미쿠를 모델로 한 캐릭터 “미라이(미쿠, 未来)”가 등장한다. 2012년 3월부터 2013년 8월까지 총 3권이 출간되었다.
하츠네 미쿠의 소실 -소설판- (원작: cosMo@폭주P, 저작권: cosMo@폭주P, 저자:阿賀三夢也(아가 미무야), 출판: 이치진샤)
cosMo@폭주P가 하츠네 미쿠를 이용해 발표한 곡 〈소실〉시리즈의 악곡을 소설화. 2012년 7월 발매.
은밀한 ~흑의 맹세~ (작: 물방울P, 출판: PHP 연구소)
히토시즈P가 카가미네 린·렌을 이용하여 발표 한 곡〈은밀한 ~흑의 맹세~〉의 소설화. 하츠네 미쿠를 모델로 한 캐릭터 “미쿠 클린프트”가 등장한다. 2012년 9월 발매.
비밀경찰 (원작: 브리루, 저자: 이시자와 가쓰 요시미, 출판: PHP 연구소)
브리루가 하츠네 미쿠를 이용해 발표한 곡〈비밀경찰〉을 바탕으로 한 소설. 하츠네 미쿠를 모델로 한 캐릭터 “하츠네 미쿠(ハツネ・ミク)”가 등장. 2012년 11월 발매.
악의 대죄 베노마니아 공의 광기 (작: 악의P(mothy), 출판: PHP 연구소)
악의P(mothy)가 Gackpoid를 이용하여 발표한 곡〈베노마니아 공의 광기〉를 바탕으로 한 소설. 하츠네 미쿠를 모델로 한 캐릭터 “미쿠리아 그리오니오(ミクリア＝グリオニオ)”가 등장한다. 2012년 12월 발매. 만화화도 되어 있다.
여기는 행복 안심 위원회 입니다. (원작: 우타타P, 저자: 鳥居羊, 출판: PHP 연구소)
작사 鳥居羊, 작곡 우타타P가 하츠네 미쿠를 이용해 발표한 곡〈여기는 행복 안심 위원회 입니다.〉를 배경으로 한 소설. 여왕 사이렌 등 하츠네 미쿠를 모델로 한 캐릭터가 등장한다. 2013년 1월부터 2014년 1월에 걸쳐 전부 3권이 발매되었다.
악의 대죄 악식녀 콘치타 (작: 악의P (mothy), 출판: PHP 연구소)
악의P (mothy)이 MEIKO와 카가미네 린렌 등을 이용해 발표한 곡〈악식녀 콘치타〉를 배경으로 한 소설. 하츠네 미쿠를 모델로 한 캐릭터 “플라토닉”이 등장한다. 2013년 9월 발매.
천본앵 ( 원작: WhiteFlame/쿠로우사P, 저자·일러스트 : 이치토 마루, 출판: 아스키 미디어 웍스)
쿠로우사P가 하츠네 미쿠를 이용해 발표한 곡〈천본앵〉을 바탕으로 한 소설. 하츠네 미쿠를 모델로 한 캐릭터 “하츠네 미라이(하츠네 미쿠, 初音未来)”가 등장한다. 제1권이 2013년 3월에 발매. 제2권은 2013년 10월에 발매.
이차원 드림 피버 (원작: PolyphonicBranch, 저자: 미노다 사다토시, 출판: 아스키 미디어 웍스)
하츠네 미쿠를 이용해 만든 곡〈이차원 드림 피버〉를 바탕으로 한 소설로, 하츠네 미쿠를 모델로 한 캐릭터 “칠취주(七吹奏)”가 등장한다. 2013년 9월 발매.
스키 키라이 (원안: HoneyWorks, 저자: 후지타니 토코, 출판: 카도카와 서점)
HoneyWorks가 카가미네 린렌을 이용하여 발표한 곡 〈스키 키라이〉, 〈울보 남자친구〉, 〈시작의 이별〉을 바탕으로 한 소설. 하츠네 미쿠를 모델로 한 캐릭터 “미라이(미쿠, 未来)”가 등장. 2013년 10월 발매.
도쿄 전뇌 탐정단 ( 원작: PolyphonicBranch, 저자: 石沢克宜, 일러스트: MONO, 출판: PHP 연구소)
하츠네 미쿠를 이용해 발표한 곡 〈도쿄 전뇌 탐정단〉을 바탕으로 한 소설. 하츠네 미쿠를 모델로 한 캐릭터가 등장. 2013년 10월 발매.
벚꽃전선 이상없음 (협력: 와타루P, 저자: 美波蓮, 그림: 타마, 출판: 포플러사)
와타루P가 하츠네 미쿠를 이용하여 발표한 곡 〈벚꽃전선 이상없음〉을 바탕으로 한 소설. 하츠네 미쿠를 모델로 한 캐릭터 “하츠네 미라이(또는 미쿠, 初音未来)”가 등장. 2013년 12월 발매.
선생님과 소녀 소동 (원안: 마이너스P·원더풀☆오포추니티!(ワンダフル☆オポチュニティ!) 저자: 비우키, 출판: KADOKAWA/카도카와 서점)
마이너스P가 카가미네 린렌을 이용해서 발표한 곡〈선생님과 소녀 소동〉을 바탕으로 한 소설. 하츠네 미쿠를 모델로 한 캐릭터 “하츠네 미쿠(初音美来)”가 등장한다. 2013년 12월 발매.

#### 기타
하츠네 미쿠 MIXING BOX (코단샤)
2008년 9월 25일 발매. 피아프로에서 공모된 곡이나 일러스트를 수록한 DVD, 팬북, 피겨가 수록되어 있다.
전격 레이야즈 bible Vol.2 VOCALOID (아스키 미디어 웍스)
2010년 2월 5일 발매. 코스프레 의상을 만드는 방법이나 파생 의상 설정화면 등이 담긴 1권.
하츠네 미쿠 Graphics VOCALOID ART & COMIC (카도카와 서점)
2010년 2월 27일 발매. 일러스트레이터의 삽화와 만화를 수록.
하츠네 미쿠 Graphics 2 VOCALOID ART & COMIC (同上)
11월 30일 발매. 〃
하츠네 미쿠 Graphics Character Collection CV01 하츠네 미쿠 edition (카도카와 서점)
2011년 9월 1일 발매. 하츠네 미쿠 Graphics CV 시리즈 3부작으로 하츠네 미쿠의 일러스트를 수록.
팝 더 하츠네 미쿠 (타카라지마 사)
2011년 8월 5일 발매. 하츠네 미쿠를 비롯한 보컬로이드 장면을 설명하는 무크. 보컬로이드에서 발표 된 인기 곡, J-POP의 커버 등 14곡을 수록한 CD가 같이 있다.
KEI 화집 mikucolor (카도카와 서점)
KEI의 하츠네 미쿠의 일러스트를 수록. 하츠네 미쿠 발매 5주년이 되는 2012년 8월 31일 발매.
Photoshop에서 그리기! 하츠네 미쿠 일러스트 입문 (아스키 미디어 웍스)
Adobe Photoshop을 사용하여 하츠네 미쿠의 일러스트를 그리는 방법을 설명한다. 2013년 2월 19일 발매.
MIKU-Pack (아스키 미디어 웍스)
2012년 12월에서 간행된 부정기간 잡지. 매호 오리지널 악곡을 수록 한 음악 CD가 부속된다.
하츠네 미쿠 오피셜 북 미쿠 테마 (매거진 하우스)
2013년 3월 9일 발매. 하츠네 미쿠를 철저히 해설하는 무크.

### 상품
넨도로이드 하츠네 미쿠 (굿 스마일 컴퍼니)
2008년 3월 31일 발매. 데포 피겨. 일반적인 표정 외에 부속품으로 하츄네 미쿠 페이스와 파가 붙어 있다.
붐 “주동자”라고도 말할 수 있는 니코니코 동화에서는 2007년 11월 26일부터 자정에서 시간보도와 함께 CM이 흐른것도 있고, 피겨 업계에서는 2000~3000개 팔리면 히트라고 불리는 가운데, 아마존 재팬만 예약 개시부터 약 1일반 1만개 이상의 예약이 들어가 발매처에서 급히 생산 라인을 늘렸지만 여전히 따라잡지 못하고, 예약 번호는 수십만이 되고 그러한 예상을 크게 웃도는 인기에서 하츠네 미쿠는 “녹색 악마”라고 불렸다. 또한 니코동의 시간보도를 사용한 기업의 CM 제품이 처음이다. 또한 2008년 8월 3일 원더 페스티벌 2008에서 “하츄네 페이스.ver”이 발매되었다. 이것은 굿 쇼핑몰도 기간 한정으로 판매되었다. 2011년 3월에는 동일본 대지진의 자선 기획으로 응원 얼굴이나 파트를 추가한 “응원.ver”도 발매되었다. 또한 닌텐도 3DS용 게임 《하츠네 미쿠 and Future Stars Project mirai》에서는 입체 영상에 대응 한 3D모델로 등장해 입체 카메라를 통해서 AR 기능에도 대응했다.
이 “넨도로이드”시리즈에서는 애니메이션 《러키☆스타 OVA》중, 히이라기 카가미가 하츠네 미쿠의 코스프레를 하는 장면을 재연한 “믹쿠미쿠 카가미”도 2009년 5월에 발매되었다.
1/6 하츠네 미쿠 조립킷 (보크스)
2008년 4월 12일 발매의 일반 판매에 앞서 2008년 2월 24일 원더 페스티벌 2008(겨울)에 선행 판매가 되었고, 처음으로 판매된 하츠네 미쿠 피규어가 되었다.
하츠네 미쿠 (굿 스마일 컴퍼니)
2008년 9월 27일 발매. 완성품의 비가동 모델. KEI 신작의 디자인을 채용한 것이 특징. 원더 페스티벌 2008(겨울) 미착색 상태에서 선보인 2008년 3월 27일부터 3일간 개최된 도쿄 국제 애니메이션 페어 2008에서 착색 상태로 발표되었다.
figma 하츠네 미쿠 (기획·개발: 맥스 팩토리, 판매: 굿 스마일 컴퍼니)
2008년 9월 10일 발매. 디폴메가 아닌 가동 피겨. 얼굴 부품(총2종)과 손목 파트(총10종), 또한 대파 2개와 마이크 및 마이크 스탠드가 부속된다.
미쿠센(みくせん) (시마히데(志満秀)/MM Agency)
2009년 5월 25일 발매.
넨드로이드 플러스 봉제 인형 시리즈 01 〈하츠네 미쿠〉(제조·발매: Gift, 판매: 굿 스마일 컴퍼니)
넨드로이드 플러스 봉제 인형 시리즈 02 〈하츄네 미쿠〉(도조(동상, 同上))
2009년 9월 발매. 간이인형.
넨드로이드 푸치 보컬로이드 #01 (굿 스마일 컴퍼니)
2009년 11월 발매. 데포 피규어 시리즈 상품으로, 하츠네 미쿠의 파생 캐릭터 “아키타 네루”, “요와네 하쿠”, “사이하테 미쿠”도 라인업.
supercell feat. 하츠네 미쿠 월드 이즈 마인 (굿 스마일 컴퍼니)
2009년 12월 발매. 니코니코 동화에 투고된 후 앨범 CD에도 수록 된 supercell의 악곡 〈월드 이즈 마인〉의 동영상에 등장하는 하츠네 미쿠를 재현 한 피규어.
초합금 하츠네 미쿠 (반다이 콜렉터즈 사업부, 맥스 팩토리, 기획·협력: 굿 스마일 컴퍼니)
2010년 하비 재팬 40주년 기념 기획으로 개발 된 것으로, 잡지 통판 한정으로 판매됨.
Pullip/VOCALOID 하츠네 미쿠 (株式会社グルーヴ)
2011년 4월 발매.
하츠네 미쿠×Hello Kitty
2012년 1월 25일《하츠네 미쿠×Hello Kitty》시리즈로 헬로 키티와 콜라보레이션 상품이 발매되었다.
하츠네 미쿠 프레임 우표
2012년 2월 10일, “유키 미쿠”의 오리지널 프레임 우표가 홋카이도의 일부 우체국에서 같은 달 25일 우체국 인터넷 쇼핑몰에서 한정으로 발매되었다.
홋카이도 피겨 특산품
어스 뮤직&에콜로지 재팬 레이블 (earth music & ecology)
파워 퍼프걸
하츠네 미쿠×T카드
하츠네 미쿠리카짱(初音ミクリカちゃん)

## 반응

### 출시 전 반응
발매 전, 크립톤 사 블로그나 공식 사이트에 하츠네 미쿠의 데모곡, 패키지 일러스트 등을 공개했으나 처음에는 모에를 강조한 이미지 전략으로 부정적인 반응이 많았고 대기업 DTM 잡지에서도 제품 소개를 거절 당했다. 그러나 하츠네 미쿠는 발매 후 약 1년만에 4만개 이상을 출하하게 된다. 2007년 당초 판매 목표는 1,000개를 출하하는 것이였다.

### 인터넷에서의 유행
하츠네 미쿠의 발매 이후, 하츠네 미쿠를 이용하여 제작된 작품 등은 니코니코 동화에 무수히 투고되었다. 그 중에서도 파돌리기송, 미쿠미쿠하게 해줄게♪가 유명했다.
하츠네 미쿠가 니코니코 동화에서 인기를 얻게 되면서 초기 VOCALOID인 MEIKO와 KAITO 역시 인기를 얻게 되었고, 2007년 12월 캐릭터 보컬 시리즈 제2탄 카가미네 린·렌이 출시되며 카가미네 린·렌 또한 인기를 얻게 되었다.
또한, 아마추어 작곡가 뿐만 아닌 전문 작곡가들이 하츠네 미쿠를 이용한 악곡을 제작하는 경우도 있다.

### 일본 외에서의 인기
2011년 5월 미국에서는 도요타 코롤라 CM으로 사용되기도 했다. 한국어판 광고도 있으나 한국 도요타에서는 한국어 버전 광고를 공식적인 광고로 인정하고 있지 않고 있다.

같은 해 7월에서는 일본 외 최초로 하츠네 미쿠의 단독 콘서트가 개최되었다.

## 음원
2010년 4월 30일, 하츠네 미쿠의 목소리를 확장시킨 어펜드 버전이 발매되었으며, 2013년 8월 31일 VOCALOID3을 채용한 “하츠네 미쿠 V3 ENGLISH”가 발매되었으며, 같은 해 9월에는 하츠네 미쿠와 어펜드 중 4개의 라이브러리를 수록한 “하츠네 미쿠 V3”를 발매했다. 기존 VOCALOID2 제품은 윈도우에만 대응했으나, VOCALOID3 제품은 Windows 뿐만 아닌 OS X도 대응한다. “하츠네 미쿠 V3”와 “하츠네 미쿠 V3 ENGLISH”를 같이 판매하는 “하츠네 미쿠 V3 번들”도 하츠네 미쿠 V3와 동시에 발매했다. 지난 2010년 Facebook 하츠네 미쿠의 팬이 39,390명이 돌파할 경우 미국 버전의 하츠네 미쿠를 발매하겠다던 사장의 약속이 있었다. CV 시리즈는 가수 라이브러리의 기반 음성으로 음악 업계 관계자로부터의 기용이 순조롭지 못했다는 사정이나 특징있는 소리를 추구하는 목적으로 성우의 음성을 수록하였으며, 하츠네 미쿠는 후지타 사키가 기용되었다. 크립톤은 하츠네 미쿠를 제작함에 있어서 약 500명의 성우의 목소리를 듣고 코믹 VOCALOID2에 적합하고 예쁜 소리인 것을 기준으로 후지타 사키를 선택했다. 또한 선정에 있어서는 연기 해 온 캐릭터 이미지의 영향을 받는 우려가 있어서 유명한 성우는 불가피 하고, 후지타 사키는 당시 유명했던 것은 아니고 오히려 하츠네 미쿠에게 목소리를 제공 한 것으로 이름이 알려지게 되었다. 후지타 사키의 목소리는 VOCALOID의 구조와 궁합이 좋다고 한다. 하츠네 미쿠는 VOCALOID 제품 중에서도 사용법이 쉬운 제품이 되고 있다.
하츠네 미쿠·어펜드 (MIKU APPEND)
2010년 4월 30일에 발매된 VOCALOID2 판 하츠네 미쿠의 확장 음원으로, 원래의 하츠네 미쿠에게 수록되어 있는 음원은 하나 뿐이지만 “하츠네 미쿠·어펜드 (MIKU APPEND)”는 ‘SWEET(스위트)’, ‘DARK(다크)’, ‘SOFT(소프트)’, ‘LIGHT(라이트)’, ‘VIVID(비비드)’, ‘SOLID(솔리드)’ 이렇게 6개의 라이브러리가 수록되어 있다. 단, “하츠네 미쿠·어펜드 (MIKU APPEND)”를 사용하려면 VOCALOID2 하츠네 미쿠가 설치되어 있지 않으면 어펜드는 사용할 수 없다.
하츠네 미쿠 V3 ENGLISH
2013년 8월 31일 발매된 VOCALOID3를 채용 한 영어용 음원이다. Windows와 OS X를 지원한다. 크립톤 자사 개발 보컬 에디터인 “Piapro Studio”도 부속된다.
다운로드 판매만 하고 있으며, 같은 해 9월 출시 된 “하츠네 미쿠 V3 Append”에는 하츠네 미쿠 V3 ENGLISH가 부속되어 있다.
하츠네 미쿠 V3
2013년 9월 26일 발매된 VOCALOID3 판의 일본어용 음원 5개를 수록한 패키지. “하츠네 미쿠 V3 ENGLISH”도 부속된 “하츠네 미쿠 V3 번들”도 같은 날 동시 발매되었다.
VOCALOID2 판의 “하츠네 미쿠”와 “하츠네 미쿠·어펜드 (MIKU APPEND)”의 음성 소재에 새로운 녹음을 더해 제작 된 VOCALOID3 대응의 음원에서 원래의 하츠네 미쿠인 ‘ORIGINAL(오리지널)’ 과 “하츠네 미쿠·어펜드 (MIKU APPEND)”에서 선택 한 ‘SWEET(스위트)’, ‘DARK(다크)’, ‘SOFT(소프트)’, ‘SOLID(솔리드)’의 4종류. 총 5종류의 음원을 수록하고 있다. 지금까지의 “하츠네 미쿠”와 “하츠네 미쿠·어펜드 (MIKU APPEND)”의 음질 이미지와 호환성을 중시하여 개발되었다.
하츠네 미쿠 V4Xβ
2016년 1분기에 발매될 예정인 VOCALOID4 판의 일본어와 영어용 음원을 수령할 예정인 패키지. 크립톤사 공식 사이트 및 유튜브 채널을 통해 데모곡을 들을 수 있다. "메구리네 루카 V4X" 와 "하츠네 미쿠 V3"를 가지고 있는 사람에 한해서 "하츠네 미쿠 V4 베타"를 제공한다.
하츠네 미쿠 V4X 2016년 8월 31일에 발매된 VOCALOID4 판, 번들판(+English)과 통상용으로 나뉘어있으며 EVEC 기능과 여러 기능을 비롯하여 Piapro Studio를 기본적으로 포함하고 500 개 이상의 악기를수록 한 음악 제작 소프트도 함께하기 때문에 보컬 트랙에서 반주 제작까지 가능하다. 또한 하츠네 미쿠·어펜드 (MIKU APPEND)의 Solid, Sweet, Dark, Soft 가 포함되어 있다.

### 하츠네 미쿠
| 데이터베이스 | 어울리는 장르          | 안정적인 템포 | 안정적인 음역 |
| ------------ | ---------------------- | ------------- | ------------- |
| 하츠네 미쿠  | 아이돌 팝/댄스 계 팝스 | 70~150BPM     | A3~E5         |

### 하츠네 미쿠·어펜드 (MIKU APPEND)
| 데이터베이스 | 특징                                               | 어울리는 장르                        | 안정적인 템포 | 자신있는 음역 |
| ------------ | -------------------------------------------------- | ------------------------------------ | ------------- | ------------- |
| SWEET        | 숨결 성분을 많이 포함하고 달콤하게 속삭이는 목소리 | 프렌치 팝, 발라드, 일렉트로니카 등   | 55~155BPM     | F3~D5         |
| DARK         | 침착성이 있어, 조금 우울한 모습의 목소리           | 발라드, 재즈, 포크, 앰비언트 등      | 60~145BPM     | D3~B4         |
| SOFT         | 전체적으로 부드럽고 얌전한 목소리                  | 소프트 록, 발라드, 포크, 앰비언트 등 | 70~150BPM     | A3~E5         |
| LIGHT        | 활발하고 힘 있는 밝고 상큼한 목소리                | 팝, 록, 댄스, 테크노 팝 등           | 85~175BPM     | A3~D5         |
| VIVID        | 발음이 명료화되어 시원 시원한 목소리               | 팝, 테크노 팝, 전통 등               | 95~180BPM     | G3~D5         |
| SOLID        | 딱딱하고 긴장된 음성, 긴장감이 있는 목소리         | 팝, 록, 댄스, 일렉트로 등            | 65~160BPM     | D3~C5         |

### 하츠네 미쿠 V3
| 데이터베이스 | 특징                                               | 어울리는 장르                        | 안정적인 템포 | 안정적인 음역 |
| ------------ | -------------------------------------------------- | ------------------------------------ | ------------- | ------------- |
| ORIGINAL     | 청초하고 사랑스러운, 오리지널 하츠네 미쿠          | 아이돌 팝/댄스 계 팝스               | 70~150BPM     | A2~E4         |
| SWEET        | 숨결 성분을 많이 포함하고 달콤하게 속삭이는 목소리 | 프렌치 팝, 발라드, 일렉트로니카 등   | 55~155BPM     | F3~D5         |
| DARK         | 침착성이 있어, 조금 우울한 모습의 목소리           | 발라드, 재즈, 포크, 앰비언트 등      | 60~145BPM     | D2~B3         |
| SOFT         | 전체적으로 부드럽고 얌전한 목소리                  | 소프트 록, 발라드, 포크, 앰비언트 등 | 70~150BPM     | A3~E5         |
| SOLID        | 딱딱하고 긴장된 음성, 긴장감이 있는 목소리         | 팝, 록, 댄스, 일렉트로 등            | 65~160BPM     | D3~C5         |

### 하츠네 미쿠 V3 ENGLISH
| 데이터베이스 | 특징                                 | 어울리는 장르               | 안정적인 템포 | 안정적인 음역 |
| ------------ | ------------------------------------ | --------------------------- | ------------- | ------------- |
| ENGLISH      | 요염하고 차분한 자연스러운 영어 음성 | 하우스, 테크노, 크로스 오버 | 100~130BPM    | B2~B3         |

### 데모송
- 하츠네 미쿠

1. 하츠네 미쿠 “ballade”
2. 하츠네 미쿠 “かくれんぼ”
3. 하츠네 미쿠 “pops”

- 하츠네 미쿠·어펜드(MIKU APPEND)

1. 夜の虹 (whoo/Solid, Sweet)
2. shoelace (ドッP/Vivid)
3. 影踏み (kous/Dark, Soft, Sweet)
4. 私らしさ (k-shi (けしスタジオ)/Dark)
5. chocolat (chiquewa/Sweet)
6. ハニビー！ (もじょP/Light)

- 하츠네 미쿠 V3

1. Six Greetings (Short ver.) (きくお/ORIGINAL, SWEET, DARK, SOFT, SOLID, ENGLISH)
2. Six Greetings (Long ver.) (きくお/SWEET, DARK, SOLID, ENGLISH)
3. ペイメント (Heavenz/SOFT, SWEET)
4. Happy Rainy Day (八王子Ｐ/SOFT, SOLID)

- 하츠네 미쿠 V3 ENGLISH

1. Coming Together (bsc a.k.a kuni/ENGLISH)
2. Let The Music Speak (Dan Corches (Fid Rizz)/ENGLISH)
3. Shine for me (Cosima & Takaaki Suzuki/ENGLISH)
4. New world (Gramline a.k.a O.N.O/ENGLISH)
5. LET ME FLY (DAISHI DANCE/ENGLISH)

- 하츠네 미쿠 V4X

1. 하츠네 미쿠 「エレクトロサチュレイタ」

## 프로필과 캐릭터 관련

### 프로필
공식 페이지의 프로필에 소개된 설정은 다음과 같다.
- 이름: 하츠네 미쿠
- 발매일: 2007년 8월 31일
- 나이: 16
- 신장: 158cm
- 체중: 42kg
- 자신 있는 곡 장르: 아이돌 팝, 댄스계 팝
- 자신 있는 곡 템포: 70~150BPM
- 자신 있는 음역: A3~E5
- 그 외로, 마스코트는 대파(일본어: ねぎ 네기[*], 정식 마스코트는 아님. 유래는 하츠네 미쿠가 파돌리기송을 부르는 영상이 일약 유명세를 타면서 정착됨.) “파돌리기송 동영상”
- 39: 하츠네 미쿠를 나타내는 숫자 (일본어로 3이 '미', 9가 '쿠'이기 때문에)

### 캐릭터
하츠네 미쿠는 소프트웨어 뿐만 아닌 캐릭터로도 많은 인기를 얻었기에 많은 사람들에 의해 2차 창작이 활발히 이루어졌다. 이러한 상황으로, 피아프로는, “피아프로 캐릭터 라이센스”와 그에 근거한 “캐릭터 이용 지침”이 결정되었다. 라이센스의 내용에 따르면 캐릭터를 이용한 비영리 무상의 범위에서 2차 창작 활동을 공식적으로 인정하고 있으며, 비영리 유상 2차 창작물의 배포를 위한 “피아프로 링크”라 하는 구조가 제공되고 있다. 캐릭터의 이미지나 타인의 권리를 침해하는 등의 행위는 규제되고 있다.
이는 하츠네 미쿠 뿐만 아닌 캐릭터 보컬 시리즈인 “카가미네 린·렌”, “메구리네 루카”와, 초대 VOCALOID인 “MEIKO”와 “KAITO”도 포함된다.

## 같이 보기
- VOCALOID
- 후지타 사키
- 캐릭터 보컬 시리즈
- 크립톤 퓨처 미디어
- MEIKO
- KAITO
- 카가미네 린·렌
- 메구리네 루카
- MikuMikuDance
- 하츠네 미쿠 -Project DIVA-
- 하츠네 미쿠 and Future Stars Project mirai
- 니코동

### 내용
1. ↑  원칙대로라면 하쓰네 미쿠여야 하나, 공식 한글 상표이므로 그대로 인정된다.